# قرار مجلس الأمن التابع للأمم المتحدة رقم 767
قرار مجلس الأمن التابع للأمم المتحدة رقم 767، المتخذ بالإجماع في 24 تموز / يوليو 1992، بعد إعادة التأكيد على القرارات 733 (1992)، 746 (1992) و751 (1992)، أشار المجلس إلى الجهود الإنسانية الجارية في الصومال من قبل الأمم المتحدة وتدهور الوضع السياسي في البلاد.
وطلب المجلس من الأمين العام بطرس بطرس غالي الاستفادة الكاملة من جميع الوسائل المتاحة، بما في ذلك عملية النقل الجوي العاجلة، في تسريع وتيسير تقديم المساعدات الإنسانية للسكان المتضررين في الصومال المعرضين لخطر المجاعة. كما طالب الأطراف ذات الصلة والفصائل في الحركات الصومالية بالمساعدة في تسهيل الجهود الإنسانية من خلال ضمان سلامة وحرية تنقل العاملين في المجال الإنساني والمساعدة في تحقيق الاستقرار العام في البلاد. وكرر القرار مطالب مماثلة تنطبق على المراقبين العسكريين لعملية الأمم المتحدة الأولى في الصومال.
ثم ناقش المجلس القضايا المتعلقة بوقف إطلاق النار ووقف الأعمال العدائية، وحث جميع الأطراف والفصائل والحركات المعنية على وقف القتال، وطالب الأمين العام بتعزيز وقف إطلاق النار. ورحب بتعاون جامعة الدول العربية ومنظمة المؤتمر الإسلامي ومنظمة الوحدة الأفريقية في محاولة حل الوضع، لكنه شدد أيضًا على الحاجة المستمرة لفرض حظر الأسلحة المفروض على الصومال منذ القرار 733.
أخيرًا، أيد امجلس قرار الأمين العام بإرسال فريق تقني تحت إشراف الممثل الخاص، مؤكداً أن جميع مسؤولي الأمم المتحدة يتمتعون بالامتيازات والحصانات وفقًا لاتفاقية امتيازات وحصانات الأمم المتحدة، مما زاد من دعم مساعيه لعقد مؤتمر وطني حول المصالحة. ولم يأذن بإرسال أفراد عسكريين إضافيين إلى المنطقة، لكنه ذكر أنه «لم يستبعد أي تدابير أخرى لإيصال المساعدات الإنسانية إلى الصومال».

## روابط خارجية
- نص القرار في undocs.org